# Julius L. Isenstein
Julius L. Isenstein, kurz auch Julius Isenstein genannt,  (geboren 18. Juli 1856 in Hannover oder Hildesheim; gestorben 14. Februar 1929 in Hannover) war ein deutscher Bankier, der von 1901 bis 1926 die Niederlassung der Dresdner Bank in Hannover leitete. Er war 1916 Mitbegründer der Kestner Gesellschaft.

## Leben
Julius L. Isenstein stammte aus einer weitverzweigten jüdischen Kaufmannsfamilie, darunter der Schriftsteller und Bibliothekar Werner Kraft und der Bildhauer Kurt Harald Isenstein, deren Mitglieder in der zweiten Hälfte des 19. Jahrhunderts unter anderem Textilgeschäfte (eines in der Großen Packhofstraße) und kleinere Gewerbebetriebe (Holzstiftefabrik in der List) besaßen.
Julius L. Isenstein wurde 1881 Mitglied des Turn-Klubb zu Hannover, zu dessen Förderern er später gehörte. 1888 war er leitender Angestellter im Bankhaus Alexander Simon, wo ihn (bei seiner abgebrochenen Banklehre) auch Theodor Lessing kennenlernte.
In der von der Alexander und Fanny Simon'schen Stiftung geförderten Ahlemer Gartenbauschule war Isenstein Anfang des 20. Jahrhunderts als Rechnungsführer tätig.

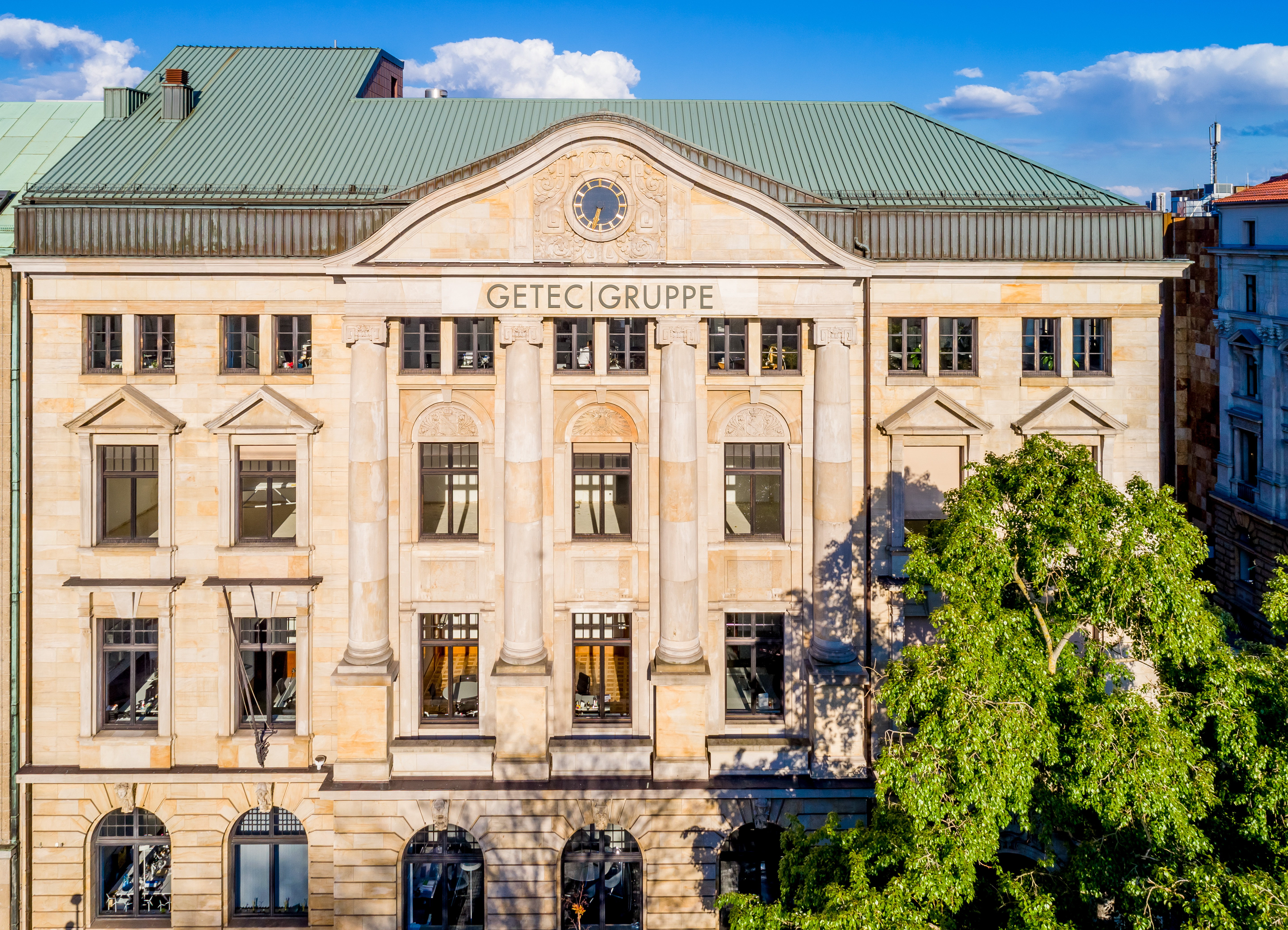
Das Dresdner Bank-Gebäude am Opernplatz in Hannover

1890 verzeichnet das Adressbuch Isensteins Berufsbezeichnung als „Bankier“ (ohne eigene Firma), 1894 dann: „Bankier, Prokurist der Firma Alexander Simon“. 1898 wurde in der Theaterstraße 12 die Filiale der Dresdner Bank in Hannover durch gleichzeitige Übernahme des Bankhauses Alexander Simon errichtet; zu Direktoren wurden  S[iegmund] Goldschmidt und Julius L. Isenstein ernannt. Isensteins Berufsbezeichnung lautete jetzt: „Bankier, stellvertretender Direktor der Filiale der Dresdner Bank in Hannover und Prokurist der Firma Alexander Simon“. 1901 erfolgte seine Ernennung zum Direktor der Filiale der Dresdner Bank in Hannover.

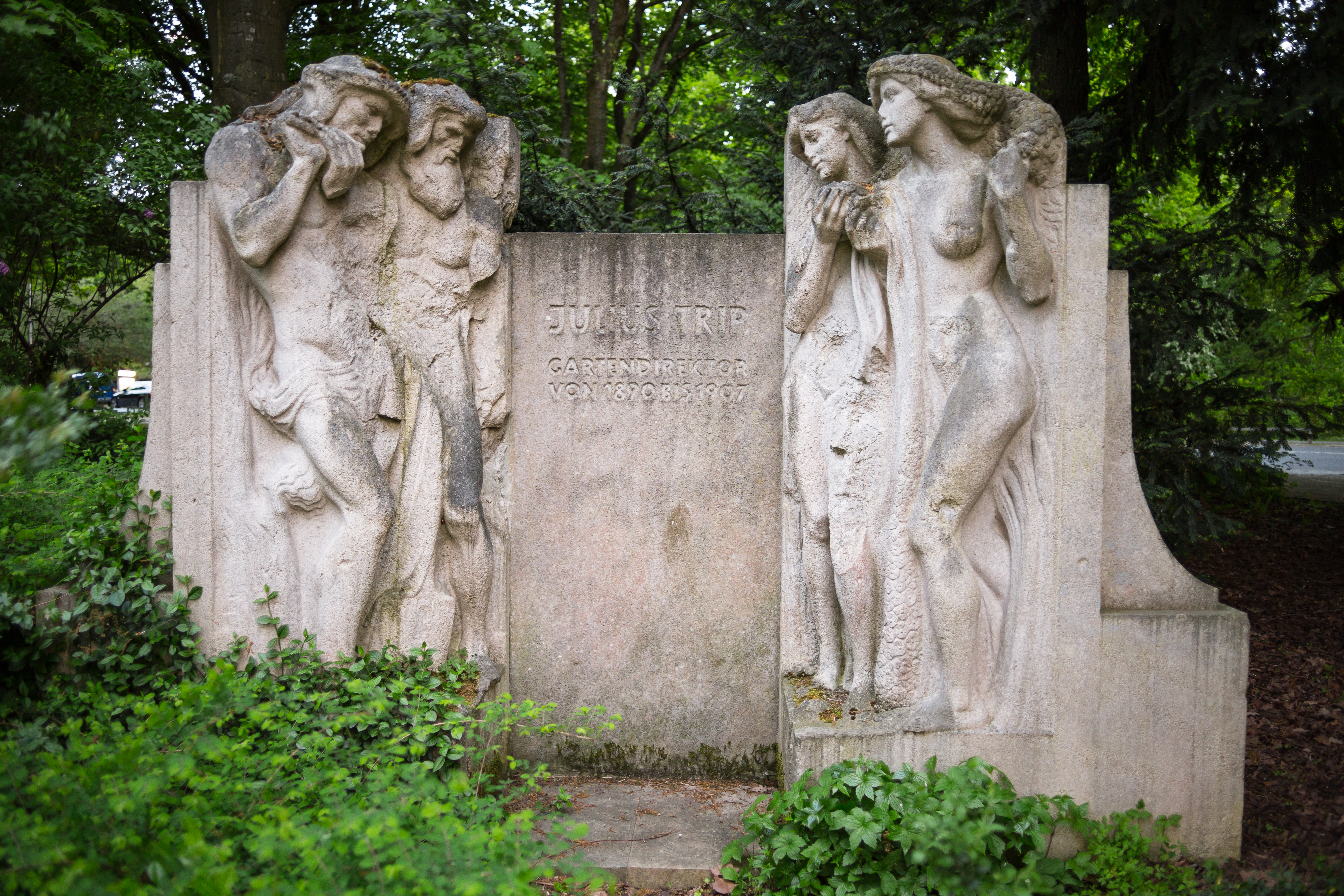
Reste des Trip-Brunnens im Maschpark

Nach dem Tod des Gartenarchitekten Julius Trip 1907 engagierte sich Isenstein gemeinsam mit anderen führenden Persönlichkeiten aus Wirtschaft und Kultur im „Ausschuss für die Errichtung eines Gartendirektor Trip-Denkmals in Hannover“; im Ergebnis realisierte der Bildhauer Georg Herting den 1910 im Maschpark installierten Trip-Brunnen.
Isenstein engagierte sich schon vor 1910 als Mäzen des Turn-Klubb zu Hannover. Ein Gedicht aus dieser Zeit im Zusammenhang mit dem Erweiterungsbau der Turnhalle des Vereins lautet:

„Seht sie an die stolze Halle / Die im Wappenglanze strahlt, / Und begrüßt mit Jubelschalle, / Daß das meiste schon bezahlt. /  Wer den Freunden kann vertrauen, / Der darf unternehmend sein; / Er braucht nicht auf Sand zu bauen, / Sondern baut auf Isenstein.“

Später – um 1920 – ernannte der TKH Isenstein zum Ehrenmitglied.
Spätestens ab 1908 war Isenstein Mitglied im Hilfsverein der deutschen Juden, den er zugleich mit anderen Persönlichkeiten der jüdischen Gemeinschaft im hannoverschen Provinzialkomitee vertrat. Aufgabe des übernational agierenden Vereins war die Verbesserung der Lage der Juden in Osteuropa.
1909 übernahm die Filiale Hannover der Dresdner Bank eine fünfprozentige Anleihe der Kaliwerk Gewerkschaft Großherzog Wilhelm Ernst, Direktor wurde Carl Hasper. „Die Direktoren Isenstein und Hasper hatten persönlich gute Beziehungen zu den Kreisen [der Kaliindustrie] angeknüpft...“ Am 16. Dezember erfolgte Isensteins Ernennung zum Preußischen Kommerzienrat gegen eine Stempelgebühr von 3000 Mark, wozu Stadtdirektor Heinrich Tramm ein Gutachten zu erstellen hatte.
Am 2. Mai 1913 starb Isensteins Ehefrau Sophie, geb. Gotthelft, im Alter von 43 Jahren.
Unterdessen engagierte sich Isenstein als Repräsentant der jüdischen Gemeinde Hannovers, die ihren Sitz in der Lützowstraße 3 hatte und unter dem Landrabbinat Hannover unter Landrabbiner Selig Gronemann unterstand. Zudem wirkte er als ehrenamtlicher Erster Kassierer in der im August 1909 gegründeten Sozialvereinigung Jüdischer Frauen- und Mädchenclub Hannover, dessen Clublokal in der Josephstraße 24 unterhalten wurde.
Isenstein war Mitbegründer und Stifter der Kestner Gesellschaft als einer von 22 Stiftern, neben hannoverschen Unternehmern wie Hermann Bahlsen, August Madsack und Fritz Beindorff. Zu den jüdischen Persönlichkeiten in diesem Kreis gehörten neben Isenstein auch die Bankiers Louis und Richard Oppenheimer, der Kaufmann Gustav Rüdenberg und der Direktor der Continental Siegmund Seligmann. Zum 60. Geburtstag am 18. Juli 1916 erhielt Isenstein von der Bank eine Geschenkkassette mit Fotografien des Bankgebäudes und der Mitarbeiter: „Zum 18. Juli 1916. Die Beamten der Dresdner Bank Filiale Hannover“ mit den Goldinitialien „JI“.
1921 war Isenstein Mitbegründer der Hannoverschen Hochschulgemeinschaft, die später als Leibniz Universitätsgesellschaft Hannover unter anderem die Karmarsch-Denkmünze der Leibniz Universität Hannover verleiht. In der Hochschulgemeinschaft fungierte Isenstein als Schatzmeister.
In Anerkennung seiner besonderen Verdienste um die damalige Technische Hochschule Hannover wurde Isenstein am 26. Juni 1923 die Ehrenbürgerwürde der TH Hannover verliehen.
Unter Isensteins Leitung ging das Bankhaus Alexander Simon ebenso wie die ursprünglich in Bückeburg ansässige Niedersächsische Bank, die auch in Hannover eine Filiale betrieben hatte, in der Dresdner Bank auf.
1926 wurde Isenstein pensioniert, wohnte aber weiterhin im Bankgebäude Rathenauplatz 4. Dort starb er am 14. Februar 1929.
17 Todesanzeigen im Hannoverschen Kurier vom 17. Februar 1929 zeigen die regionale Bedeutung des Bankiers Julius L. Isenstein auf.

## Funktionen
Folgende Funktionen Isensteins in bedeutenden niedersächsischen Unternehmen sind anhand der Todesanzeigen ersichtlich:
- als  Aufsichtsratsvorsitzender:
  - VSM Vereinigte Schmirgel- und Maschinen-Fabriken, Hannover-Hainholz
  - Überlandwerke und Straßenbahnen Hannover AG
  - Braunschweig-Hannoversche Hypothekenbank

- als Vorstandsvorsitzender:
  - Kaligruben Gewerkschaft Alexandershall und Heiligenroda (später aufgegangen in der Kali-Industrie AG)

- als Aufsichtsratsmitglied:
  - Bergwerksgesellschaft Siegfried Rissen mbH, Bergwerksgesellschaft Königshall-Hindenburg mbH, Waldburg Aktien-Gesellschaft
  - Voßwerke AG, Hannover-Sarstedt (als stellvertretender Aufsichtsratsvorsitzender)
  - Vereinsbrauerei Herrenhausen-Hannover AG (als stellvertretender Aufsichtsratsvorsitzender)
  - Mechanischen Weberei zu Linden

- als Vorstandsmitglied
  - Kali-Industrie AG, Kassel
  - Gewerkschaft Wintershall, Heringen (Werra)
  - Hannoversche Baumwoll-Spinnerei und Weberei AG

## Isenstein-Weg
Nach einer Spende von 1000 Reichsmark an die Sektion Hannover des Deutschen Alpenvereins, dem Isenstein als Mitglied angehörte, ließ der Alpinist Karl Arnold in den Hohen Tauern den Isenstein-Weg vom Niedersachsenhaus über den Schareck zum Hohen Sonnblick ausbauen.

## Isenstein-Stiftung
Schon vor 1910 hatte Julius Isenstein dem TK Hannover (TKH) eine Stiftung zukommen lassen, die er in den Folgejahren „regelmäßig mit großzügigen Spenden aus seinem Privatvermögen ergänzte.“ 1913 beteiligte er sich mit Hypotheken an der Finanzierung des TKH-Sportplatzes in Kirchrode, den der Verein bis in die Gegenwart nutzt.

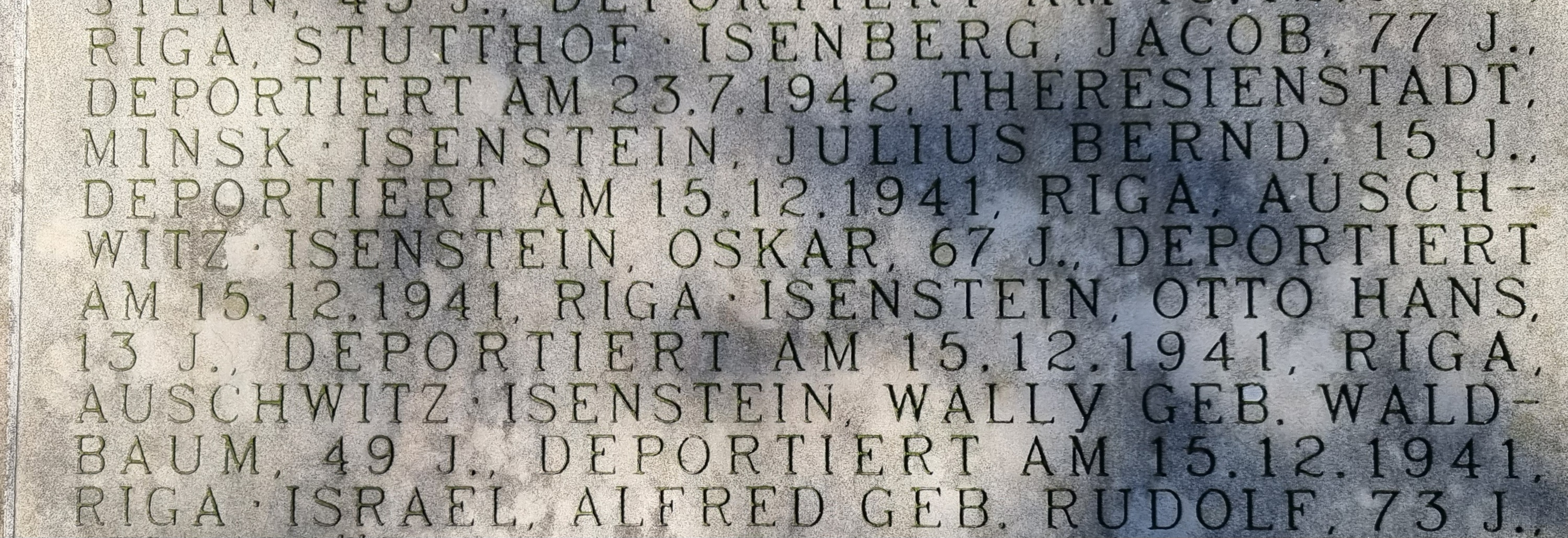
Julius Bernd, Oskar, Otto Hans und Wally Isenstein, geborene Waldbaum; aus Hannover nach Riga deportiert;
Mahnmal für die ermordeten Juden Hannovers

Die weiteren Erträge aus Isensteins Stiftung wurden, vor allem im Zuge der Inflation zu Beginn der Weltwirtschaftskrise, weitgehend vernichtet, doch erst während der Zeit des Nationalsozialismus wurde es der hannoverschen Stadtverwaltung „unangenehm, von Geld aus ‚jüdischen Vermögen‘ zu profitieren.“ Im Zuge der Arisierungen wurden zwischen Juli bis Oktober 1941 durch die hannoversche Kämmerei gemeinsam mit der Esberg-Stiftung und der Dr.-Ludwig-Spanier-Stiftung auch die Isenstein-Stiftung umgewidmet und mit dem Kapital aus anderen Vermächtnissen zu anderen Zwecken zusammengelegt.

## Grabdenkmal

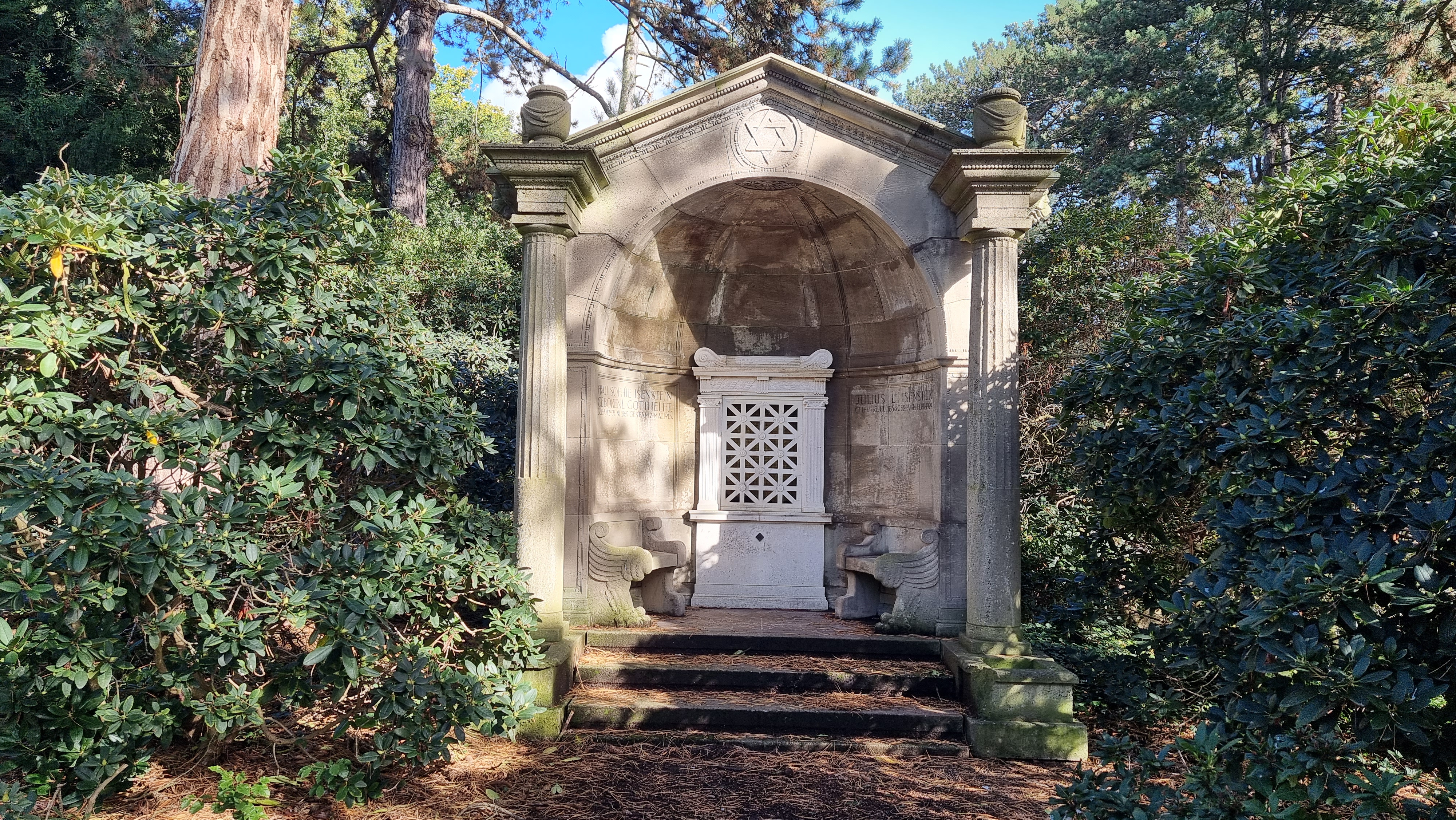
Grabdenkmal für Sophie und Julius L. Isenstein auf dem Stadtfriedhof Stöcken

Auf dem Stadtfriedhof Stöcken besteht noch das Grabmal von Julius L. Isenstein und seiner Ehefrau Sophie. Nach deren Tod erwarb Isenstein 1913 ein Ufergrundstück am Teich und ließ von dem Architekten Albrecht Haupt ein Grabmal entwerfen. Heute liegt es unter Kiefern und von Rhododendron-Büschen umgeben auf dem Friedhof in der Abt. A 25, Nr. 8. Von 2006 bis 2008 wurde es auf Initiative des hannoverschen Historikers Peter Schulze  restauriert, finanziert von der Stiftung Falkenreck. Die Dresdner Bank spendete dafür 10.000 €.